# VadVilág Megőrzési Intézet
A VadVilág Megőrzési Intézet a Szent István Egyetem Mezőgazdaság- és Környezettudományi Karának (Gödöllő) vadbiológiai és vadgazdálkodási oktatással és kutatással foglalkozó szervezeti egysége.

## A Vadegészségügyi Laboratóriumtól a VadVilág Megőrzési Intézetig
A mai VadVilág Megőrzési Intézet alapító jogelődjének a Vadegészségügyi Laboratórium néven 1968-ban létre hozott kutató intézmény tekinthető. Ez az intézet a Telki Állami Erdő- és Vadgazdaság (később Budavidéki Állami Erdő- és Vadgazdaság) keretében, Budakeszin kezdett működni. A kutatóhely kezdetben csupán üzemi jellegű feladatokat látott el, később azonban országos vizsgálatokat is végzett. Feladatkörébe tartozott az addig az Erdészeti Tudományos Intézet (ERTI) keretében végzett vadtenyésztési kutatások fejlesztése, vadtenyésztési eljárások kidolgozása, a vadtenyésztés szakmai segítése, egy preparatórium üzemeltetése, az Országos Trófeabíráló Bizottság működési feltételeinek biztosítása, az állami erdőgazdaságok, valamint az állami vadgazdaságok vadegészségügyi ellenőrzése. A hazai vadgazdálkodás nagy nemzetközi elismerése, az 1971-ben megrendezett Vadászati Világkiállítást megelőző évek lázas készülődése tette lehetővé, hogy az intézmény önálló elhelyezést kapjon. A MÉM Vadászati Főosztályának irányításával működő Vadbiológiai Állomás vezetője Dr. Fodor Tamás volt.
A Vadbiológiai Állomás 1976. január 1-jétől a Gödöllői Agrártudományi Egyetem részeként működött tovább, a GATE Vadbiológiai Kutató Állomása (VKÁ) elnevezéssel. Feladata volt a vadgazdálkodás tudományos megalapozása, a hazai vadbiológiai és vadegészségügyi kutatások irányítása, koordinálása, a gyakorlatban való hasznosításhoz ajánlások kidolgozása, külföldi eredmények adaptálása, a nemzetközi, elsősorban a hasonló ökológiai adottságú országokkal, kutatóhelyekkel a szoros kapcsolatok kialakítása. Ugyancsak feladata volt az Állomás szervezetében működő Országos Trófeabíráló Bizottság trófeabírálati és értékelő feladatainak elvégzése is. Munkáját a Gödöllői Agrártudományi Egyetem Mezőgazdaságtudományi Kara dékánjának irányításával, az Állattani Tanszékkel szoros együttműködésben, a tanszékvezető felügyeletével, de szervezetileg önálló egységként végezte. A VKÁ vezetője ebben az időszakban is Dr. Fodor Tamás volt. A Vadbiológiai Kutató Állomáshoz 1976-ban csatolták a babatpusztai kísérleti területet, ahol a mintegy 3,000 hektár vadgazdálkodásra alkalmas területen vadásztatás folyt és a kísérleti állatok is itt kerültek elhelyezésre.
Gödöllőn, az egyetem területén 1979-ben épült meg a Vadbiológiai Kutató Állomás épülete, amely új helyén 1980-ban kezdte meg a működést. A VadVilág Megőrzési Intézet (VMI) jelenleg is ebben az épületben található. Időközben a VKÁ vezetését Dr. Heltay István vette át (1977). Az ő távozását követően a részben önálló kutatási, oktatási, szolgáltatási stb. tevékenységet folytató és gazdálkodási szempontból is bizonyos mértékben az Állattani Tanszéktől független VKÁ vezetője Dr. Somogyvári Vilmos lett. A későbbiekben a VKÁ az 1987-ben megalakult Állattani és Vadbiológiai Intézet (ÁVI) keretében működött tovább. Az Intézet vezetője Dr. Nagy Emil egyetemi tanár volt, az Intézeten belül a Vadbiológiai Osztály vezetője Csányi Sándor, majd Dr. Ernhaft József volt, a Vadgazdálkodási Osztály vezetője Dr. Somogyvári Vilmos volt.
1991 januárjában Dr. Nagy Emil intézet- és tanszékvezetői megbízatása lejárt. Az ÁVI vezetésével kapcsolatos operatív ügyek ellátására a GATE rektorától Csányi Sándor kapott megbízást. Röviddel ezután, még 1991-ben az ÁVI megszűnt és önálló kari szervezeti egységként megalakult az Állattani és Ökológiai Tanszék, illetve a két osztályból a Vadbiológiai Kutató Állomás. A VKÁ oktatási feladatainak rohamos növekedését tükrözte nevének újabb megváltozása is: a Vadbiológiai Oktató és Kutató Állomás (VOKÁ) név már mutatta, hogy az intézmény dolgozói tevékenyen részt vállaltak az oktatási feladatok (graduális és posztgraduális képzés, TDK, diplomatervek, tantárgyi gyakorlat stb.) ellátásában is.

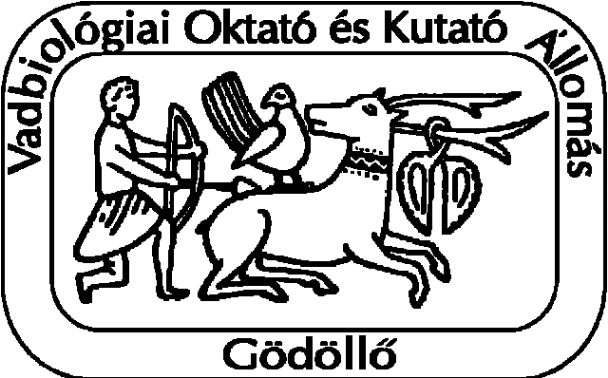

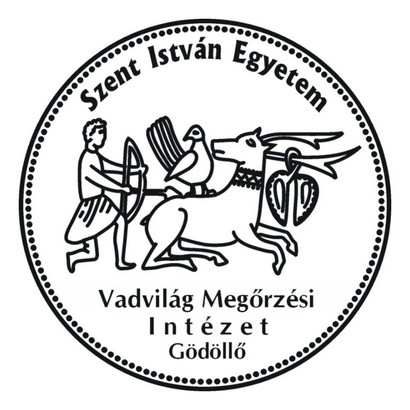

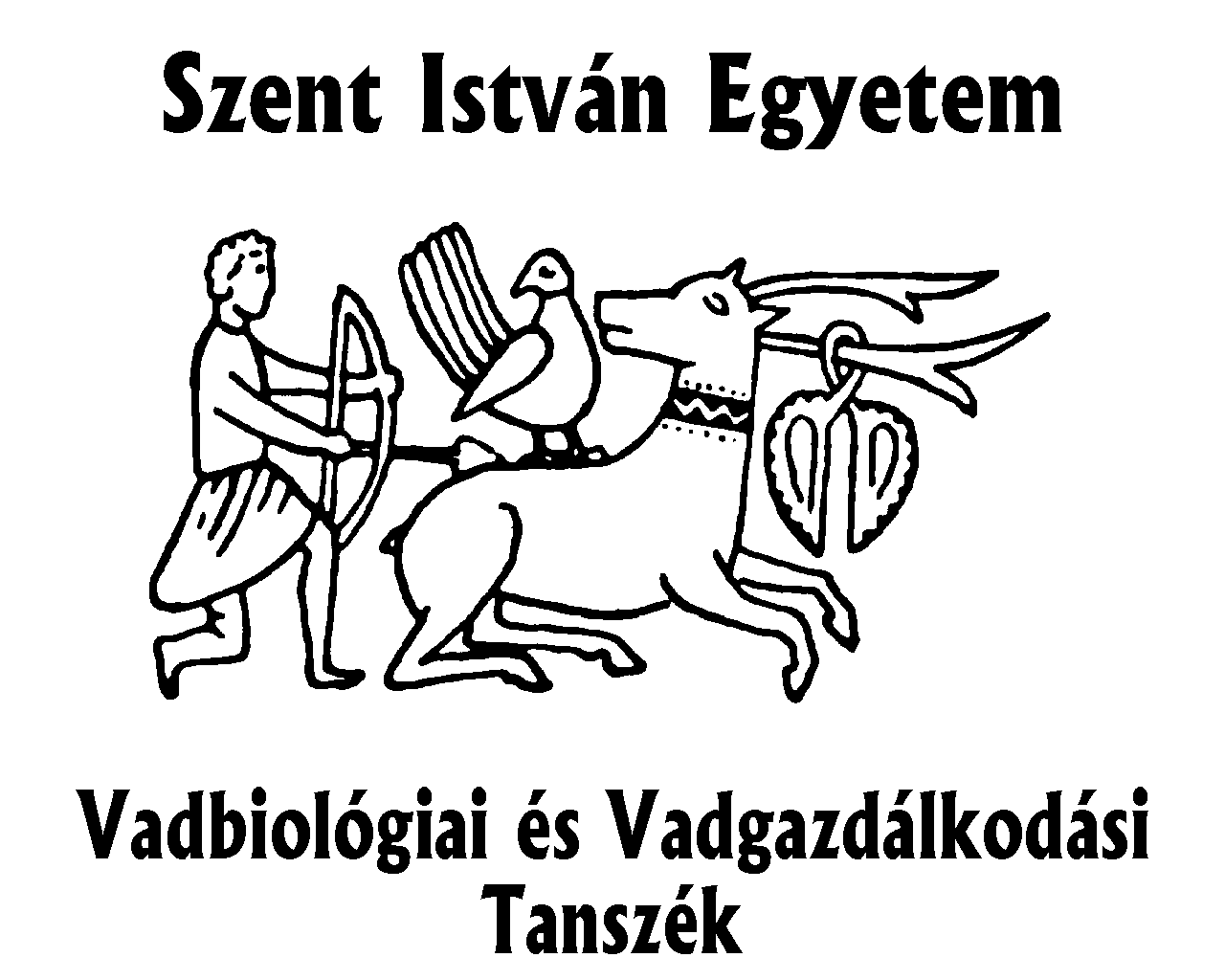

A Gödöllői Agrártudományi Egyetem Tanácsa 1994. decemberében a Vadbiológiai Oktató és Kutató Állomást megszüntette és egyidejűleg megalapította a Vadbiológiai és Vadgazdálkodási Tanszéket. A Vadbiológiai és Vadgazdálkodási Tanszék 2000. január 1-jétől az időközben az országgyűlés határozatával létrehozott Szent István Egyetem részeként működik. A Szent István Egyetem Szenátusa 2007-ben a Mezőgazdaság- és Környezettudományi Kar szervezetének átalakításáról döntött és a tanszék ma VadVilág Megőrzési Intézet néven folytatja munkáját.

## Az oktatási feladatok változásai
A hetvenes években a Vadbiológiai Állomás elsődleges feladata a kutatás volt. A VÁ diplomás dolgozói az oktatásban mint meghívott előadók, óraadók vettek részt, vizsgabizottságokban dolgoztak, külső konzulensek voltak. A hetvenes és nyolcvanas években a Gödöllői Agrártudományi Egyetemen választható tantárgy volt a Vadgazdálkodás és vadászat, melyet Dr. Bertóti István címzetes egyetemi docens adott elő. Az Állomás tevékenyen részt vett a vadgazdálkodási szakmérnökök képzésében, elsősorban a Vadászati ökológia, a Vadászati állattan, az Apróvadtenyésztés, a Nagyvadtenyésztés, a Vadegészségügy, az Állományhasznosítás, a Melegégövi vadgazdálkodás és a Vadtakarmányozás tantárgyak témáiban. A kilencvenes évek kezdetén a VOKÁ kutatói is főleg a fenti oktatási területeken vállaltak szerepet.
A rendszerváltást követően azonban jelentősen átalakult a hazai felsőoktatás és így a GATE agrárképzési programja is. Az új és a megújuló képzési területeken a VOKÁ munkatársai kötelező és választható tárgyakat indíthattak. A környezetgazdálkodási agrármérnökképzésben kötelező tantárgy lett a Vadbiológia és vadgazdálkodás és az Erdészeti alapismeretek. Az általános agrármérnöki szakon kötelező a Vadvédelem, vadgazdálkodás és vadászat és az Erdőgazdálkodás c. tantárgy. A kilencvenes évek elejétől kezdve a VVT munkatársai több, mint 10 választható tárgyat is oktatni kezdtek (Vadbiológia, Vadászat és vadgazdálkodás, Vadegészségtan, Apróvadfajok zárttéri tenyésztése, Populációbecslések és monitoring, Vadmadarak és emlősök állattani jellemzése, A vad állatok viselkedése, Zárttéri nagyvadtenyésztés, Ragadozó madarak ökológiája, Vadászati jog és igazgatás, Vadászatszervezés, vadászetika, Trófeabírálat, Vadföldgazdálkodás és élőhelyfejlesztés). Ezekből a tárgyakból alakult ki a nappali tagozatos agrármérnökképzésben a vadgazdálkodási szakirány. Az egyetemen a Vadászat és vadgazdálkodás tantárgyat sikeresen teljesítő hallgatók a LV/1996. vadászati törvény 66. § (3) a) bekezdése alapján az állami vadászvizsgával egyenértékű bizonyítványt kapnak. Az előírt 40 tanulmányi egységet (kredit) megszerző hallgatók diplomájukhoz a vadgazdálkodási szakirány keretében teljesített tantárgyakat felsoroló bizonyítványt (betétlapot) is kapnak, amely a 11/2000. (III. 27.) FVM rendelet 6. melléklete alapján felsőfokú vadgazdálkodási képzettség megszerzését igazolja.
A tanszék 1996 óta folytatta a felsőfokú végzettségre épülő, kétéves (4 szemeszteres) levelező posztgraduális, vadgazdálkodási szakmérnöki képzést. A szak célja a vadgazdálkodás különböző területein és a természetvédelemben dolgozó szakirányú végzettséggel rendelkező szakemberek továbbképzése, akik a képzés eredményeként alkalmazni képesek:
- a feladataik ellátásához szükséges elméleti és gyakorlati ökológiai, állattani, vadbiológiai ismereteket;
- a természet- és vadvédelem, valamint a vadgazdálkodás korszerű technikai-technológiai és szervezési ismereteit;
- alkotó módon alkalmazzák az elsajátított ismereteket és az új tudományos módszereket ill. eredményeket;
- képesek a szakterületükön jelentkező tervezési, fejlesztési, igazgatási és különböző szintű vezetői feladatok ellátására;
- tudományosan képzett és hozzáértő partnerei a vadgazdálkodás környezetét képző mező-, erdőgazdálkodási és természetvédelmi szakembereknek és hatóságoknak.

A vadgazdálkodási szakmérnöki képzés iránti igényt jelzi, hogy a Mezőgazdaság- és Környezettudományi Kar 1996-2007. között minden évben indítani tudta ezt a képzést. A vadgazdálkodási szakirányon és a vadgazdálkodási szakmérnöki képzésben szerzett tapasztalatok eredményeként a Mezőgazdaság- és Környezettudományi Kar a felsőfokú vadgazdálkodási képzés egyik vezető intézménye lett. Ezekre a tapasztalatokra alapozva a Kar 2002-ben akkreditáltatta a főiskolai szintű vadgazda mérnöki képzést. A vadgazda mérnökök képzése első alkalommal – nappali és levelező tagozaton – a 2003/2004. tanévben indult. A hazai felsőoktatás ún. Bologna reformjának részeként ezt a szakot 2006-ban vadgazda mérnöki alapszak (BSc) formájában akkreditálták újra. A képzés meghatározó részét – gyakorlati szakemberek bevonásával – valamennyi szakon és képzési formában a VadVilág Megőrzési Intézet munkatársai végzik. Az oktatók a vadbiológiai és vadgazdálkodás alapvető interdiszciplináris területeit képviselik (ökológia és biológia, mezőgazdasági tudományok, erdészet, állatorvostudomány). Ugyancsak a felsőoktatás reformja tette lehetővé, hogy a Szent István Egyetem és a Nyugat-magyarországi Egyetem megalapítsa és akkreditálja a vadgazda mérnöki mesterszakot (MSc). Ez a képzés mindkét egyetemen 2008-ban indul először.

## Kutatás, fejlesztés és szaktanácsadás
Az alapítás óta a hazai vadbiológiai és vadgazdálkodási kutatások iránya és súlypontjai a nemzetközi trendeknek megfelelően változtak.
- A hetvenes években a VÁ fő kutatási témái a következők voltak: vadaskertek általános és speciális állategészségügyi feltételeinek vizsgálata, apróvadtenyésztés, nagyvadtenyésztés, vadegészségügy, ökológia, vadkárelhárítás.
- A nyolcvanas években a kutatások témái A vadgazdálkodás fejlesztése (IP-5) c. program keretében igen sokrétűek voltak, pl. a vadászterületek eltartóképességének megóvása, fenntartása és növelésének lehetőségei; a vadföldgazdálkodás fejlesztésének lehetőségei; a mezei nyúl takarmányozása táplálékhiányos időszakban; populációbiológiai vizsgálatok hazai vadfajoknál; a szarvasfélék szaporodásbiológiai vizsgálata különböző élőhelyeken; a mezei nyúl populációökológiája szomszédos, eltérő mezőgazdasági hasznosítású élőhelyen; apró-és nagyvadfajok tenyésztési és tartástechnológiai módszereinek fejlesztése; a hazai zárttéri vadtenyésztés ökonómiai értékelése; takarmányozási és táplálkozásbiológiai vizsgálatok apró- és nagyvadfajoknál; szarvaspopulációk genetikai és fenotípusos jellemzése; ragadozó-zsákmányállat kapcsolata apróvadas vadászterületen; állományhasznosítási modellek kidolgozása és adaptálása; zárttéri szarvastenyésztés különös tekintettel a barkásagancs nyerésére; zárttéri gím- és dámtenyésztési technológia továbbfejlesztése …
- A kilencvenes évek elejétől a VOKÁ, majd a VVT kutatásinak fő megrendelője a Földművelésügyi és Vidékfejlesztési Minisztérium, illetve a Vadgazdálkodási Alap volt. De az elmúlt évtizedben több kutatási téma kidolgozását finanszírozta az Országos Tudományos Kutatási Alap (OTKA) illetve az Országos Műszaki fejlesztési Bizottság (OMFB), valamint más intézmények és alapok is. Ebben az időszakban a legfontosabb kutatási témák a következők voltak:
  - A gímszarvas mozgáskörzetének és élőhelypreferenciájának vizsgálata (rádiótelemetria módszerével)[7][8][9][10][11][12][13][14]
  - Az őz területhasználata alföldi területeken[15][16]
  - A vadgazdálkodás és a vadászat nyugat-európai rendszereinek összehasonlítása[17][18]
  - Országos Vadgazdálkodási Adattár (OVA) fejlesztése
  - Ökoszisztéma szemléletű vadgazdálkodási modellek kidolgozása
  - A vadgazdálkodás szempontjából fontosabb vadászható és védett ragadozókra vonatkozó adatok gyűjtése és értékelése[19][20][21][22][23][24][25][26][27]
  - Élőhelytérképezés és minősítés távérzékelési adatok és FIR segítségével[28][29]
  - Mezei nyúl gazdálkodási modell fejlesztése[30][31]
  - Emlős ragadozók hosszútávú, országos, terepi és laboratóriumi vizsgálatokon alapuló monitoringja[22][25]
  - Hatékony élvefogó csapdák tesztelése[32][33][34]
  - Ragadozó madarak és zsákmányállataik állományainak hosszútávú monitorozása[35]
  - A veszettség elleni immunizáció hatása a rókaállományra[36]
  - A kutatási programok közül külön is megemlíthető a Nagyragadozók magyarországi védelmi bázisának megalapozása című LIFE Nature projekt, amely az Európai Közösség és a Környezetvédelmi és Vízügyi Minisztérium támogatásával folyt.

A VMI az ökológiai szemléletű vadgazdálkodási kutatások vezető tudományos műhelye. Az intézet valamennyi oktatási és kutatási programját a multidiszciplináris megközelítés és az ökológiai rendező elvek gyakorlati alkalmazása vezeti. A tanszék, majd az intézet munkatársai úttörő munkát és kutatásokat folytatnak a legújabb technológiák hazai bevezetésében, így pl. a rádiótelemetria hazai meghonosításában, a számítógépes rendszerek vadgazdálkodási alkalmazásában, a védett és vadászható ragadozók monitoringjában, a térinformatikai módszerek (GIS) bevezetésében.
Így, többek között a VadVilág Megőrzési Intézethez kötődik a LV/1996. törvénnyel bevezetett vadgazdálkodási körzetek kijelölése, a vadgazdálkodás háromszintű tervezési rendszerének kidolgozása, valamint a Földművelésügyi és Vidékfejlesztési Minisztérium megbízása alapján az Országos Vadgazdálkodási Adattár létrehozása és működtetése.

## Nemzetközi konferenciák és kapcsolatok
A VadVilág Megőrzési Intézetben és elődjeiben is folyamatos igény volt a nemzetközi kapcsolatok fejlesztése. Az intézet munkatársai számos nemzetközi szervezet tagjai és nemzetközi programokban is részt vesznek. A nemzetközi események közül kiemelkedtek:
- 1991-ben Gödöllőn került megrendezésre mintegy 250 külföldi szakember részvételével a XX. Nemzetközi Vadbiológus Kongresszus is.[37]
- 1999. június 28. és július 2. között, 40 országból 310 fő részvételével, szintén Gödöllőn került nagy sikerrel megrendezésre a II. Nemzetközi Vadgazdálkodási Kongresszus. Ezt a Gödöllői Agrártudományi Egyetem és a The Wildlife Society (USA) közösen szervezte.[38]
- 2008 tavaszán a Szent István Egyetem és a Nemzetközi Vadvédelmi és Vadászati Tanács (CIC – International Council for Game and Wildlife conservation)együttműködési megállapodást kötött a Nemzetközi Vadgazdálkodási Oktatási Hálózat (International Wildlife Management Education Network) közös működtetésére.
- A Nemzetközi Vadvédelmi és Vadászati Tanács (CIC – International Council for Game and Wildlife conservation) 2008-ban a CIC Edmond Blanc Diplomájával ismerte el az Országos Vadgazdálkodási Adattár létrehozását és működtetését.

## Az oktatás és a kutatás feltételei
A VadVilág Megőrzési Intézetben az elméleti és gyakorlati oktatáshoz, a kutatásokhoz, valamint a hallgatók felkészüléséhez a következő feltételek állnak rendelkezésre:
- Az intézet önálló 2 szintes épületben található , mely 2007 és 2008. folyamán teljesen felújításra került és a tetőterében oktatói és kutatói szobák kerültek kialakításra.
- Az épületben lévő könyvtárhelyiség átalakításával még 1995-ben egy 40 ülőhelyes előadó terem került kialakításra. A laborok egy részének megszüntetésével egy 60 fős előadó is létesült (Dr. Bertóti István tanterem).
- 2006. elején került átadásra a “Dr. Fábián Gyula Oktatási Épület”[halott link],[39] amelyben 2 db, egyenként 35 fő elhelyezésére alkalmas, a legmodernebb feltételeket biztosító tanterem található.
- Az épületben lévő gyűjteménytár 15 ülőhelyes előadó teremként is használható. A gyűjteménytárban megtalálhatók a legfontosabb vadászható emlősök és vadászható madarak preparátumai, az állattani oktatáshoz szükséges csonttani szemléltető anyag, valamint a trófeabírálat oktatásához szükséges agancs- és más trófeákból álló gyűjtemény, valamint eszközök.
- A VadVilág Megőrzési Intézetben 1998-ban kialakításra került oktatási célokat szolgáló hallgatói anatómiai és boncoló laboratórium, amelyben mintegy 15-20 fő számára lehet a közegészségügyi követelményeknek is megfelelő boncolási bemutatókat tartani.
- Az intézetben az oktatási és kutatási feladatokat szolgáló, az alapvizsgálatok elvégzését lehetővé tevő kémiai labor is van.
- Az intézet >2500 kötetből álló könyvtárral rendelkezik, amely az elmúlt években megjelent legfontosabb új külföldi kiadású szak- és tankönyveket is tartalmazza. A fontosabb hazai kiadású szakkönyvek tekintetében a tanszéki könyvtár szinte hiánytalan. A tanszéki könyvtárban megtalálhatók a legfontosabb hazai szakmai lapok és tudományos periodikák. A külföldi folyóiratok közül a The Journal of Wildlife Management (+Wildlife Monographs), és a Wildlife Biology jár az intézeti könyvtárba.
- Az intézeti könyvtár >100 darabos videófilm és DVD gyűjteménnyel is rendelkezik.
- Az intézetben önálló számítógépes hálózat (LAN és Wifi) található. Valamennyi tanteremben modern számítógépes oktatástechnikai eszközök állnak rendelkezésre.
- Miután a Földművelésügyi és Vidékfejlesztési Minisztériummal kötött szerződés alapján a tanszék fejleszti és üzemelteti az Országos Vadgazdálkodási Adattárat, ezért egy 6 munkahelyes térinformatikai (GIS) labor is kialakításra került az épületben.
- A VMI kutatási programjainak megvalósításához megfelelő terepi és műszaki eszközökkel illetve feltételekkel rendelkezik, pl. rádiótelemetriás rendszer, GPS, 2 db terepjáró gépkocsi.